# École nationale supérieure du pétrole et des moteurs
Fundada em 1954, a École nationale supérieure du pétrole et des moteurs (ou IFP School ou ENSPM) é uma escola de engenharia, instituição de ensino superior público localizada na cidade do Rueil-Malmaison, França.
Ela é membro da Conférence des grandes écoles. A escola oferece cursos de mestrado e doutorado para jovens engenheiros e também para especialistas nas áreas de energia e transporte.
A escola treina engenheiros em 4 áreas:
- Motores e mobilidade sustentável
- Economia de energia e gerenciamento de energia
- Processos de energia e processos químicos
- Georrecursos e energia.